# Tipula (Lunatipula) cervula
Tipula (Lunatipula) cervula is een tweevleugelige uit de familie langpootmuggen (Tipulidae). De soort komt voor in het Palearctisch gebied.